# Shannon Westlake
Shannon Westlake (Toronto, 21 de noviembre de 1985) es una deportista canadiense que compite en tiro, en la modalidad de rifle. En los Juegos Panamericanos de 2023 obtuvo una medalla de bronce en la prueba de rifle en tres posiciones 50 m.

## Palmarés internacional
| Juegos Panamericanos | Juegos Panamericanos | Juegos Panamericanos | Juegos Panamericanos    |
| Año                  | Lugar                | Medalla              | Prueba                  |
| -------------------- | -------------------- | -------------------- | ----------------------- |
| 2023                 | Santiago (Chile)     | Medalla de bronce    | Rifle 3 posiciones 50 m |